# Z - L'orgia del potere
Z - L'orgia del potere (Z) è un film del 1969 diretto da Costa-Gavras, vincitore dell'Oscar al miglior film straniero e del Premio della giuria al 22º Festival di Cannes.
Si tratta della trasposizione dell'omonimo romanzo dello scrittore Vasilīs Vasilikos, pubblicato nel 1966, basato sul caso dell'assassinio di Grigoris Lambrakis, noto politico di sinistra ed attivista per la pace greco, ucciso nel 1963 da degli estremisti di destra con la complicità delle forze dell'ordine e militari nazionali, cosa che all'epoca causò un enorme scandalo e portò alla caduta del governo di centro-destra di Kōnstantinos Karamanlīs (di cui Lambrakis fu uno strenuo detrattore).
Trovandosi la Grecia, all'epoca delle riprese, sotto il regime dei colonnelli, la pellicola inscena la vicenda senza specificarne il luogo o nominare espressamente i personaggi o personalità del periodo, scegliendo bensì una rappresentazione che renda la vicenda slegata da qualunque contesto specifico e l'innalzi a una parabola politica universale.
Il film è stato restaurato nel 2014 da KG Production con il sostegno del CNC, la supervisione è stata di Costa-Gavras per l'  Éclair Group per quanto concerne le immagini, anche il sonoro è stato oggetto di restauro digitale.

## Trama
(Titoli di testa)
Il Generale, nuovo comandante della Gendarmeria nel nord di una nazione non precisata dell'Europa mediterranea, partecipa a un convegno d'agricoltura; in realtà parla della peronospora da estirpare per alludere al socialismo e al comunismo. Annuncia ai presenti che un importante esponente dell'opposizione parlamentare è atteso per la sera stessa in città, dove deve tenere un comizio pubblico. Gli organizzatori del meeting politico nel frattempo ricevono la disdetta dal proprietario della sala, che è stato evidentemente intimidito; inoltre una telefonata anonima li avverte che è in progetto di assassinare “il Dottore”, cioè il deputato atteso in città.
Il Deputato arriva e, avvertito dei contrattempi, si reca immediatamente dal Colonnello, capo della polizia cittadina, il quale conferma la revoca dell'autorizzazione al locale, anche se fino a poco prima vi si sono tenuti spettacoli aperti al pubblico. Consiglia l'utilizzo di una sala di proprietà dei sindacati degli impiegati, situata proprio di fronte all'albergo del Deputato. Gli organizzatori inviano simpatizzanti a distribuire volantini davanti alla sala disdettata, ma un gruppo di picchiatori armati di manganelli interviene e li disperde violentemente.
La sera stessa, la piazza tra l'albergo e la sala del comizio è presidiata da ingenti forze di polizia, che dovrebbero trattenere i numerosi provocatori che insultano i partecipanti al pacifico convegno; in realtà le forze dell'ordine non intervengono neppure quando gli scalmanati aggrediscono fisicamente i giovani che si recano all'appuntamento politico. Il Deputato esce dall'albergo e si avvia attraverso due ali di folla ostile; un giovane esce dalla massa e lo colpisce alla testa con un oggetto, lui riesce a raggiungere la sala del comizio. Malgrado sia dolorante alla testa, parla al pubblico pigiato nella sala. Gli altoparlanti diffondono il suo discorso anche all'esterno, dove nel frattempo è arrivato il capo della polizia. Un altro parlamentare dell'opposizione uscito dalla sala, Pirou, viene aggredito e manganellato; caricato su un'ambulanza in attesa, appena lasciata la piazza viene aggredito da diversi uomini su un apecar. Viene colpito violentemente al capo finché uno degli aggressori si rende conto che non è il Deputato.
Il comizio è finito, il Deputato esce alla testa dei sostenitori. Per garantire l'incolumità agli spettatori chiama il capo della polizia, che però si nasconde tra gli agenti senza rispondergli. Il Deputato attraversa la piazza dove la polizia finge di contenere i provocatori, due dei quali escono dalle file per aggredirlo; ma basta un'occhiata del parlamentare per farli indietreggiare. Improvvisamente l'apecar irrompe nello spazio libero e sfreccia vicino al Deputato, un uomo di nome Vigo dal retro del veicolo gli sferra un violento colpo di bastone al cranio. Il Deputato si accascia, sostenuto dai seguaci che riescono a caricarlo su un'auto e portarlo in ospedale. Uno dei suoi sostenitori è salito di corsa sull'apecar che si allontana in fretta. Ingaggiata una colluttazione con il manganellatore, riesce a gettarlo fuori ma il conducente, che si chiama Yago, scende a picchiarlo. Per fortuna ci sono testimoni, interviene un poliziotto che blocca Yago e chiama un cellulare della gendarmeria.
Appena termina il contemporaneo spettacolo delle ballerine del teatro Bol'šoj, il Procuratore viene avvertito del grave incidente. Irritato perché teme che il governo addebiti a lui la responsabilità, si reca in ospedale dove il Deputato viene operato al cervello da un'équipe medica, poi chiede spiegazioni al capo della polizia. Il Colonnello gli mostra il colpevole, Yago, condotto alla centrale di polizia dopo il fermo. Il generale dell'esercito sostiene che guidava l'apecar in stato di ebbrezza e quindi si tratta di un incidente stradale. Il Procuratore incarica del caso il suo giovane sostituto.
I sostenitori dell'opposizione intanto si radunano fuori dall'ospedale dove è ricoverato il Deputato; giunge anche sua moglie Hélène in aereo. Lo stato maggiore dell'opposizione è incerto su cosa fare, qualcuno propende per la moderazione, altri vorrebbero lasciare che i sostenitori si scatenino. Il chirurgo dice a Hélène che ci sono buone speranze di successo per la terza operazione chirurgica che è in corso. Ma il parlamentare muore sotto i ferri, le manifestazioni di protesta dei giovani oppositori vengono brutalmente disperse dalla polizia. Il Sostituto Procuratore chiede l'autopsia di prassi, i medici rivelano che il decesso non è provocato da un trauma da caduta in terra bensì da un violento colpo di bastone o manganello sul cranio. Contemporaneamente un testimone chiama in Procura per rivelare che Yago aveva tutta l'intenzione di uccidere, ma viene manganellato da un uomo su un furgone e finisce in ospedale. Il Generale tenta di dimostrare che è stato sobillato dai sovversivi, ma il testimone rivela al Vice Procuratore che il mattino dell'incidente Yago gli confessò che avrebbe ucciso un uomo in cambio dell'estinzione del debito per il suo autoveicolo.
Un reporter sorprende Vigo mentre cerca di entrare nella stanza d'ospedale del testimone, il giudice gli fa confessare con l'astuzia di essere membro di un'organizzazione di estrema destra denominata C.R.O.C. (Combattenti Realisti dell'Occidente Cristiano). Lo stesso reporter contatta un altro membro dell'organizzazione di nome Dumas che lo porta in giro a fotografare di nascosto i compagni del C.R.O.C., poi consegna le foto al magistrato, che li convoca uno per uno. Adesso il giudice comincia a credere all'ipotesi di omicidio. Il deputato Pirou riconosce dalle foto il picchiatore che l'ha colpito mandandolo all'ospedale, il giudice lo torchia costringendolo a confessare. Gli avvocati dell'opposizione accompagnano dal giudice un testimone di nome Elia Kostas, che riferisce una conversazione con Yago il giorno dell'omicidio, e riconosce nel Colonnello comandante della polizia l'uomo con cui si è incontrato il picchiatore. Si scopre inoltre che il guidatore dell'auto che ha portato il Deputato all'ospedale, si pensa perché transitasse per caso, è l'autista del Generale della gendarmeria.

Dalla capitale arriva il Procuratore Generale dello Stato per invitare il magistrato inquirente a non mettere in pericolo la sicurezza del paese con la sua indagine, ma il Vice Procuratore non si fa intimorire: oltre ai due esecutori materiali, incrimina due alti ufficiali della polizia, il Colonnello comandante e anche il Generale della gendarmeria. Malgrado questa mole schiacciante di prove, dopo un processo in cui ben sette testimoni muoiono in incidenti sospetti, gli imputati vengono condannati a pene lievi; il Governo si dimette travolto dallo scandalo, le opposizioni si organizzano per affrontare le elezioni nelle quali sono favorite; ma una settimana prima delle votazioni, un colpo di Stato militare porta alla dittatura. Sullo schermo scorre come epilogo una scritta:

## Critica
“Z” è l'iniziale del verbo greco ζω (“vivere”) e ha la stessa pronuncia di ζει “(lui) vive”; a seguito dell'omicidio Lambrakis la lettera veniva scritta per protesta sui muri per ricordare il deputato ucciso. Il film viene considerato «cinema politico»; il regista ha dichiarato che Z è l'omaggio alle idee e al comportamento esemplare di due uomini, il Deputato e il giudice che istruisce l'indagine sulla sua morte.
Il film nacque dall'incontro tra Costa-Gavras e lo scrittore Vasilīs Vasilikos. Il regista contattò Vasilikos e gli propose una resa cinematografica del romanzo; quest'ultimo ne fu entusiasta. Una volta uscito, il film divenne un successo e passò alla storia come una delle opere più emblematiche dell'epoca. È ispirato agli avvenimenti che vanno dall'assassinio del deputato socialista greco Gregoris Lambrakis nel 1963 sino al colpo di Stato nel 1967 da parte dell'esercito. Con la sua visione satirica sulla politica greca, con il suo umorismo nero e con il suo agghiacciante finale, il film cattura il senso di indignazione per la Dittatura dei colonnelli che governava la Grecia al momento in cui furono girate le riprese.
Protagonista di Z è Jean-Louis Trintignant, che interpreta il ruolo del magistrato incaricato di indagare sull'omicidio del deputato del partito di sinistra EDA; la sua figura si ispira a Chrīstos Sartzetakīs; inviato nel 1965 a Parigi per approfondire gli studi di legge, ma fu richiamato in Grecia dopo il golpe del 1967, dimesso dalla magistratura, perseguitato, torturato e imprigionato. Fu rilasciato nel 1971 a seguito di pressioni dell'opinione pubblica internazionale. Diverrà dopo la caduta del regime presidente della Grecia dal 1985 al 1990.
Gli altri attori di fama internazionale sono Yves Montand, Irene Papas, Renato Salvatori e Jacques Perrin, che ha anche co-prodotto il film; è proprio Perrin tra l'altro a assicurarsi il contributo del compositore Mikīs Theodōrakīs, che al tempo si trovava al confino per ragioni politiche. Theodorakis riuscì a far uscire clandestinamente dalla Grecia due nastri registrati con la colonna sonora scritta per l'occasione, e la sua condizione di perseguitato politico aumentò l'attenzione sul film concorrendo al suo straordinario successo internazionale.
Le riprese vengono effettuate in Algeria, dal momento che sarebbe stato impossibile lavorare nel 1968 nella Grecia dei Colonnelli. A differenza del romanzo da cui è tratto, non è un film di ricostruzione storica in senso stretto, ma una ricostruzione drammatizzata di un fatto storico. Costa-Gavras, greco di nascita ma residente a Parigi dal 1952, si preoccupa di non trascurare le esigenze spettacolari e costruisce un film serrato e dinamico, che sfrutta le convenzioni del cinema di genere: in particolare, il thriller e il film d'azione, per non rinunciare alle possibilità dei circuiti commerciali di distribuzione.
Dal punto di vista drammatico, è possibile dividere il film in due parti, seguite da un epilogo:
- la prima parte va dall'inizio fino alla morte del Deputato;
- la seconda parte racconta l'indagine del Vice Procuratore;
- il breve epilogo comprende il “notiziario” finale letto dal fotoreporter, più la didascalia.

È da questa struttura che nasce la significazione tematica del film.
La prima parte inizia individuando chiaramente i “buoni” e i “cattivi”, i democratici nonviolenti e il potere prevaricatore con i suoi fiancheggiatori. La denuncia della deriva antidemocratica è infatti affidata a una struttura filmica che soddisfa le esigenze della suspense narrativa, che richiede una identificazione didascalica dei “buoni” e dei loro avversari. Questa sezione iniziale è decisamente spettacolare, giocata sulla tensione e sull'angoscia, rafforzata in quella che potrebbe essere la seconda sezione della prima parte dall'arrivo di Hélène, la moglie del Deputato, e dalla conseguente commozione affettiva.
La seconda parte, che racconta l'indagine, presenta un aumento progressivo della tensione spettacolare provocato dai tentativi di depistaggio; a ogni pressione sul giudice istruttore, l'identificazione dello spettatore aumenta. Il film fa leva sull'emozione, sul giusto sdegno, e sfoggia un meccanismo poliziesco dal ritmo incalzante e molto preciso negli incastri; sollecita la reazione psicologica dello spettatore che non può fare a meno di avvertire disagio per la realtà che gli viene presentata: la reazione agli eventi è più emotiva che razionale e quindi indipendente dal fatto che l'ideologia in gioco sia condivisa dallo spettatore.
Nell'epilogo il Potere vince, benché sconfitto dalla verità nella seconda parte, a dimostrazione che ha in sé la forza di vincere sempre contro la giustizia. È la struttura del film, il fatto che gli episodi appaiano emblematici di ogni situazione analoga, a dare alla storia questo carattere di universalità. Ovvero, questo è ciò che percepisce lo spettatore che si abbandona solo all'aspetto emotivo del racconto: «è triste che sia così, ma il Potere vince sempre». Ma a leggere meglio il film, ci si accorge che la vera domanda è «perché il potere vince sempre?»; dopotutto al termine della seconda parte era risultato sconfitto. Quali le cause del trionfo della giustizia? La forza d'animo di un individuo, il Vice Procuratore, che arriva a pagare di persona; la collaborazione fra la stampa e la magistratura; l'amore per la verità di alcuni individui isolati che si prestano a fare da testimoni malgrado le intimidazioni. Il Potere vince, dunque, quando lo si lascia vincere, quando si rimane passivi. Nell'epilogo è vittorioso, ma un giorno qualcuno solleverà le bandiere della verità, della giustizia e della libertà, perché se vince non è per la propria forza intrinseca, ma per la debolezza dei suoi avversari. In questo senso il film assume un forte valore positivo e anche educativo.
Tullio Kezich ha scritto che la «trama dell'omertà, nel quadro della decomposizione di una democrazia parlamentare, è puntualizzata con esattezza tenendo in vista il grande modello di Salvatore Giuliano (...)».

## Riconoscimenti
- 1970 - Premio Oscar
  - Miglior film straniero (Algeria)
  - Miglior montaggio a Françoise Bonnot
  - Candidatura Miglior film a Jacques Perrin e Ahmed Rachedi
  - Candidatura Migliore regia a Costa-Gavras
  - Candidatura Migliore sceneggiatura non originale a Costa-Gavras e Jorge Semprún
- 1970 - Golden Globe
  - Miglior film straniero (Algeria)
- 1970 - BAFTA Awards
  - Miglior colonna sonora a Mikīs Theodōrakīs
  - Candidatura Miglior film
  - Candidatura Migliore regia a Costa-Gavras
  - Candidatura Miglior montaggio a Françoise Bonnot
- 1969 - Festival di Cannes
  - Premio della giuria a Costa-Gavras
  - Prix d'interprétation masculine a Jean-Louis Trintignant
  - Candidatura Palma d'oro a Costa-Gavras
- 1971 - Kansas City Film Critics Circle Award
  - Miglior film straniero
- 1969 - New York Film Critics Circle Award
  - Miglior film
  - Migliore regia a Costa-Gavras